# Сеньково (Харьковская область)
Сенько́во (укр. Сенькове) — село,
Сеньковский сельский совет,
Купянский район,
Харьковская область, Украина.
Код КОАТУУ — 6323786501. Население по переписи 2001 года составляет 1272 (584/688 м/ж) человека.
Является административным центром Сенько́вского сельского совета, в который не входили другие населённые пункты.

## Географическое положение
Село Сеньково находится на правом берегу Оскольского водохранилища,
через водохранилище есть мост;
выше по течению на расстоянии в 6 км расположено село Пристен;
ниже по течению на расстоянии в 5 км расположено село Лесна́я Сте́нка;
на противоположном берегу — село Кругляко́вка.
Через село проходит автомобильная дорога Т-2109.

## История
- 1674 — дата основания[1].
- 1685 — дата постройки первого православного храма[2].

## Экономика
- Молочно-товарная и птице-товарная фермы были в селе при СССР.
- Сеньковская спортивно-рыболовная база.

## Достопримечательности
- Братская могила советских воинов и памятный знак воинам-односельчанам. Похоронены 600 воинов.

## Религия
- Храм Успения Пресвятой Богородицы[3].